# Shelbourne F.C.
Shelbourne F.C. ili kraće Shelbourne (irski: Cumann Peile Shíol Broin) irski je nogometni klub. Osnovan je 1895. godine te spada među prve osnovane klubove u Irskoj. Trenutačno nastupa u irskoj Premier ligi. U bogatoj klupskoj povijesti osvojili su ligu 14 puta, dok su FAI kup osvojili sedam puta. Zbog financijskih problema 2006. godine klub su napustili najvažniji igrači, dok je klub izbačen iz Premier lige u Prvu ligu. Domaće utakmice igraju na Tolka Parku, a boje kluba su crvena i bijela.

## Vanjske poveznice
- Službene stranice